# خاک‌شناسی
خاک‌شناسی یا پدولوژی (به انگلیسی: Pedology) یکی از شاخه‌های علوم خاک است که خاک را به عنوان ترکیب طبیعی بسیار پیچیده، که از هوازدگی فیزیکی و بیوشیمیایی به‌وجود آمده مورد بررسی قرار می‌دهد، همچنین علم پدولوژی به شناسایی، طبقه‌بندی و ارزیابی انواع خاک‌ها می‌پردازد.
خاک‌شناسان خاک را به عنوان یک ترکیب مطالعه می‌کنند و کاربردهای آن (مثلاً کاربردهای کشاورزی) را مد نظر قرار نمی‌دهند، کاربرد خاک در کشاورزی در خاک‌شناسی زراعی (edaphology) بررسی می‌شود. خاک‌شناسی و خاک‌شناسی زراعی دو رشتهٔ علوم خاک به‌شمار می‌روند.
خاک‌شناسی با دارا بودن مجموعه‌ای از علوم و روش‌ها در زمینه‌های زیر می‌تواند کارایی و مهارت‌های موردنظر را تأمین نماید:
- شناسایی و روابط خاک و آب و گیاه و عوامل مختلف اقلیمی
- شناسایی مراحل پیدایش و تکامل خاک‌ها.
- شناسایی و رده‌بندی انواع خاک‌های مورد استفاده در کشاورزی (خاک‌شناسی زراعی)
- آشنایی با روش‌های مختلف حفظ و نگه‌داری، بهبود کیفیت و مدیریت بهینه خاک‌ها[۱]